# Emanuele Vona
Emanuele Vona (* 19. März 1983 in Isola del Liri) ist ein ehemaliger italienischer Radrennfahrer.
Emanuele Vona gewann 2007 eine Etappe bei der U23-Rundfahrt Giro della Toscana und entschied auch die Gesamtwertung für sich. Im nächsten Jahr gewann er die italienischen Eintagesrennen Mercatale Valdarno, Castello Brianza, Trofeo Alta Valle Del Tevere und Copa Lanciotto Ballerini. 2010 gewann er mit seinem Team ISD-Neri das Mannschaftszeitfahren der Brixia Tour. 2011 beendete er seine Radsportlaufbahn.

## Erfolge
2007
- Gesamtwertung und eine Etappe Giro della Toscana

2010
- Mannschaftszeitfahren Brixia Tour

## Teams
- 2009 ISD
- 2010 ISD-Neri
- 2011 Farnese Vini-Neri Sottoli